# Cleora nigrifrons
Cleora nigrifrons är en fjärilsart som beskrevs av W. Warren 1897. Cleora nigrifrons ingår i släktet Cleora och familjen mätare. Inga underarter finns listade i Catalogue of Life.